# Brasão de armas da Maurícia
O brasão de armas da Maurícia é composto pelo seguinte; um escudo esquartelado de azure e or, apresentando no quarto superior esquerdo (do ponto de vista do observador) uma embarcação, no quarto superior direito - três palmeiras, no quarto inferior esquerdo - uma chave e no quarto inferior direito - uma estrela branca que irradia luz. Como suportes heráldicos; na dextra, um dodó talhado de gules e argent e na sinistra um veado sambar fendido de gules e argent, cada um sustentando uma cana de açúcar. Em baixo, o lema; "Stella Clavisque Maris Indici" (em Latim: Estrela e Chave do Oceano Índico).